# Hylaeanthe
Hylaeanthe es un género con seis especies de plantas herbáceas perteneciente a la familia Marantaceae. Es originario del centro y sur de América tropical.

## Especies
- Hylaeanthe hexantha
- Hylaeanthe hoffmannii
- Hylaeanthe panamaensis
- Hylaeanthe panamensis
- Hylaeanthe polystachya
- Hylaeanthe unilateralis